# Parisotoma picea
Parisotoma picea är en urinsektsart som beskrevs av John Tenison Salmon 1949. Parisotoma picea ingår i släktet Parisotoma och familjen Isotomidae. Inga underarter finns listade i Catalogue of Life.